# Эурланн
Эурланн (норв. Aurland) — коммуна в губернии Согн-ог-Фьюране в Норвегии. Административный центр коммуны — город Эурланнсванген. Официальный язык коммуны — нюнорск. Население коммуны на 2007 год составляло 1695 чел. Площадь коммуны Эурланн — 1467,92 км², код-идентификатор — 1421.

## История населения коммуны
Население коммуны за последние 60 лет.

Статистика коммуны Эурланн